# Chaenostoma
Chaenostoma este un gen de plante din familia Scrophulariaceae.

## Specii
Cuprinde  circa 200 specii.